# Cephalantheropsis
Cephalantheropsis é um género botânico pertencente à família das orquídeas (Orchidaceae).

## Lista de espécies
- Cephalantheropsis calanthoides
- Cephalantheropsis laciniata
- Cephalantheropsis longipes
- Cephalantheropsis obcordata